# Wilhelm Ahlers (Bürgermeister)

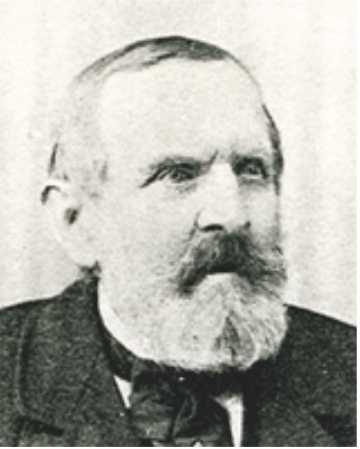
Wilhelm Ahlers

Wilhelm Karl Georg Ahlers, Pseudonym: Q. Ofellus jun. (* 23. Januar 1810 in Neubrandenburg; † 13. Juli 1889 ebenda) war ein deutscher Jurist, Politiker und  Bürgermeister von Neubrandenburg.

## Leben
Wilhelm Ahlers wurde als ältester Sohn und ältestes von sechs Kindern des Neubrandenburger Weinhändlers und Ratskellerwirtes Georg Adolf Ahlers (1783–1842) in dessen Ehe mit Adolphine Auguste, geb. Gremlin (1788–1846), Tochter eines herzoglichen Mundschenks aus Neustrelitz, geboren. Der durch Fritz Reuter bekannt gewordene Neubrandenburger Ratskellerwirt Adolf Ahlers (1814–1864) war sein Bruder.
Ahlers machte das Abitur an der Großen Stadtschule Neubrandenburg. Er absolvierte ein Studium der Rechtswissenschaften an den Universitäten in Heidelberg und Rostock. Zunächst als Advokat in seiner Heimatstadt tätig, wurde er ab 1846 zum rechtsgelehrten Senator in den Magistrat gewählt.
1863 wurde Ahlers als jüngerer der beiden Bürgermeister in den Magistrat der Vorderstadt Neubrandenburg gewählt. Ab 1883 war er als Amtsnachfolger Friedrich Brückners bis zu seinem Tod Erster Bürgermeister von Neubrandenburg und als solcher von Amts wegen landschaftlicher Deputierter im Engeren Ausschuss der Ritter- und Landschaft in Rostock. Er war Großherzoglich mecklenburg-strelitzscher Geheimer Hofrat.
In seine Amtszeit fiel ein wirtschaftlicher Aufschwung Neubrandenburgs, nicht zuletzt durch die Entwicklung der Stadt zu einem Eisenbahnknotenpunkt nach dem Bau der Friedrich-Franz-Eisenbahn (1864), der Berliner Nordbahn (1877/78) und der Mecklenburgischen Südbahn (1885).
In Sachen Geschichte und Heimatkunde war Ahlers eng mit den Historikern Franz Boll und Ernst Boll verbunden. Schon in den 1830ern war er kurzzeitig Mitglied des Vereins für mecklenburgische Geschichte und Altertumskunde in Schwerin gewesen. Später stellte er die Ergebnisse seines intensiv betriebenen Studiums historischer Akten in regelmäßigen Vorträgen im Neubrandenburger Bildungs-Verein vor und veröffentlichte als Alterswerk unter dem Titel Historisch-topographische Skizzen aus der Vorzeit der Vorderstadt Neubrandenburg (1876) einen heimatkundlich-ortsgeschichtlichen Spaziergang durch seine Heimatstadt. 1872 gehörte er zu den Gründungsvätern des Neubrandenburger Museumsvereins, der bis in die 1930er Jahre das heutige Regionalmuseum Neubrandenburg im Treptower Tor betrieb, und war von 1872 bis 1878 dessen Vereinsvorsitzender. Daneben war Ahlers Mitbegründer des Verschönerungsvereins sowie des Neubrandenburger Tierschutzvereins. Er war einer der Pioniere der mecklenburgischen Tierschutzbewegung, fungierte als Redakteur der Monatsblätter der verbundenen mecklenburgischen Tierschutz-Vereine, besuchte mehrere internationale Tierschutzkongresse und war zuletzt Ehrenmitglied in 25 Tierschutzvereinen. Nach einem Besuch von Rudolf Virchow und dessen Berliner Gesellschaft für Anthropologie, Ethnologie und Urgeschichte in Neubrandenburg 1879 kam es ab 1880 zu freundschaftlichem Briefkontakt mit Heinrich Schliemann, einem Spielgefährten seiner Ehefrau in deren Kindheit in Ankershagen.
„Seine Studierstube war seine Welt. So oft man zu ihm kam, traf man ihn bei einer wissenschaftlichen Arbeit. In großen schwarzen Lettern ausgeschnitten stand als Fries an die Wand geklebt der Text: Semper fugit - fugit irreparabile tempus. – Er sah nicht aus wie ein 1. Bürgermeister der Vorderstadt, sondern wie ein in seine Studien vergrabener Gelehrter – und er war ein grundgelehrter Mann: Klein, gebeugt, angetan mit einem Schlafrock, auf dem ergrauten Haupt ein Käppi, im Munde eine lange Tabakspfeife, aus welcher der Qualm sich in solchen Wolken entwickelte, daß er alles verhüllte.“
Wilhelm Ahlers war seit 6. Juli 1838 mit Friederike von Rußdorf (1812–1893) verheiratet, einer Pastorentochter aus Ankershagen. Von seinen vier Kindern überlebten den Bürgermeister nur zwei: sein jüngerer Sohn Carl Ahlers (1841–1932) wanderte 1870 nach Neuseeland aus und begründete dort die einzige Nachkommenlinie des Bürgermeisters; seine Tochter Frida Ahlers (1845–1932), verheiratet in London mit John Colam (1827–1910), dem Sekretär der Königlich britischen Tierschutzvereinigung Royal Society for the Prevention of Cruelty to Animals (RSPCA), starb ohne überlebende Nachkommen. Der älteste, namensgleiche Sohn des Bürgermeisters und wie jener Jurist in Neubrandenburg und Umland (Friedland, Woldegk), Wilhelm Ahlers (1839–1884), war nach längerer Krankheit noch vor dem Vater gestorben.

## Ehrungen
Wilhelm Ahlers empfing schon zu Lebzeiten vielfache Ehrungen, v. a. für seine Leistungen in der deutschen und internationalen Tierschutzbewegung. Er war Inhaber der silbernen Medaille von Paris und soll der erste Deutsche gewesen sein, der von Queen Victoria die große goldene Medaille für herausragende Leistungen im Tierschutz erhielt. Beide Medaillen übergaben seine Nachkommen vor einigen Jahren dem Regionalmuseum Neubrandenburg.
Die Stadt Neubrandenburg stiftete ab 2017 eine Wilhelm-Ahlers-Medaille. „Die Wilhelm-Ahlers-Medaille wird an Persönlichkeiten verliehen, die sich um die kommunalpolitische, kulturelle, sportliche, wirtschaftliche oder soziale Entwicklung der Stadt Neubrandenburg besonders verdient gemacht haben.“

## Schriften (Auswahl)
- Dorothea Götterich – 1770. (Beschreibung eines 4-fachen Raubmordes und der letzten Hinrichtung in Neubrandenburg). In: Der neue Pitaval, Bd. 33 (1863), 3/9, S. 154–191.
- Die Notabilitäten der Thierwelt, dargestellt in sechs Bilderkränzen. Wiegandt & Hempel, Berlin 1869.
- Historisch-topographische Skizzen aus der Vorzeit der Vorderstadt Neubrandenburg. Brünslow, Neubrandenburg 1876 [Reprint: Hrsg. vom Museumsverein Neubrandenburg. Federchen Verlag, Neubrandenburg 1995].
- Neubrandenburger Bürgerbuch. Sammlung von Verordnungen, Ortsstatuten und Regulativen, sowie Satzungen öffentlicher und gemeinnütziger Einrichtungen und Anstalten, Genossenschaften und Vereine der Vorderstadt Neubrandenburg. Brünslow, Neubrandenburg 1881.
- Alphabetisch-chronologisches Verzeichniß der in der officiellen Beilage zu den Meckl.-Strelitzschen Anzeigen bis Ende 1848 sowie der in dem Großherz. Meckl.-Strelitzschen Officiellen Anzeiger für Gesetzgebung und Staatsverwaltung publicierten Verordnungen und Bekanntmachungen. Spalding & Sohn, Neustrelitz 1883.
- [unter dem Pseudonym Q. Ofellus jun.:] Philosophie des Magens in Sprüchen aus alter und neuer Zeit. Schmidt, Leipzig-Reudnitz 1886.
- Aus der Zitatenmappe des Herrn Gymnasialdirektors. [Belegstück nicht bekannt.]